# Margarethe von Glehn
Margarethe Maria von Glehn (* 28. Junijul. / 11. Juli 1909greg. in Narwa; † 28. Dezember 2001 in Richlandtown im Bucks County bei Bethlehem (Pennsylvania)) war eine deutschbaltische Scherenschnitt-Künstlerin.

## Leben
Margarethe von Glehn war die Tochter von Felix von Glehn und Maria von Glehn, die kurz nach der Geburt von Margarethe starb. Sie wurde zunächst von ihren mütterlichen Großeltern Bernhard in Reval erzogen. Ihr Großvater Glehn komponierte Walzer, und ihr Großonkel Alfred von Glehn war ein berühmter Cellist. Bei Ausbruch des Ersten Weltkrieges kam sie zu ihrem Vater, der konzertreif Geige spielte, und dessen Schwester Agnes von Glehn, die als Pianistin ihr ersten Klavierunterricht gab. Sie wuchs mit den Sprachen Deutsch, Russisch, Französisch und Estnisch auf.
Nach der Oktoberrevolution floh die Familie nach Deutschland, wo die Familie zerfiel und Margarethe von der Familie Löffler auf dem Rittergut Zigahnen im Kreis Marienwerder aufgenommen wurde. Zusammen mit der gleichaltrigen Freundin Lieselotte (Lotte) Löffler, der späteren Lieselotte Cardinal von Widdern, erhielt sie Privatunterricht und auch ersten Kunstunterricht von Lieselottes Tante. 1923 begann sie Scherenschnitte anzufertigen. Ab 1926 besuchte sie das Oberlyzeum in Marienwerder und machte dort 1929 ihr Abitur mit Auszeichnung. Danach kehrte sie nach Reval zu ihrem Onkel Erwin Bernhard zurück, der sie adoptierte. Sie arbeitete nun als Buchhalterin bei einem Ford-Händler und nahm abends Zeichenunterricht bei dem russischen Maler Anatoli Kaigorodow. 1935 heiratete sie den Kaufmann Ferdinand Paul Martin "Freddi" Luther (* 19. September 1907 in Helsinki),  Neffe des Sperrholzfabrik-Besitzers Luther  in Reval aus der alten Revaler Familie Luther (Nachkommen des Onkels Martin Luthers). Sie lebte nun in Nömme und wurde bekannt als Margarethe Maria Luther von Glehn (später in den USA Margaret Maria Luther von Glehn). 1936 gebar sie ihren ersten Sohn Lars.
1939 musste infolge des Hitler-Stalin-Paktes Margarethe von Glehn mit ihrer Familie Reval innerhalb einer Woche verlassen. Sie kam nach Gotenhafen bei Danzig, wo sie 1940 ihren zweiten Sohn Holger gebar und schwer erkrankte. Ihr Mann wurde zur Wehrmacht eingezogen und als Dolmetscher nach Russland geschickt. 1945 floh sie mit ihren Kindern vor der Roten Armee und kam bei ihrer Freundin Lieselotte in Glücksburg unter, wohin 1947 auch ihr Mann aus französischer Kriegsgefangenschaft kam. Zur Überwindung ihrer Mittellosigkeit arbeitete sie bei einem Künstler, der Geschenke und Souvenirs anfertigte und verkaufte. Sodann baute sie mit ihrem Mann ein eigenes Geschäft auf und fertigte Scherenschnitt-Porträts und schließlich auch Scherenschnitte mit Blumenmotiven und Madonnen. Ihre Werke wurden gern gekauft, insbesondere vom dänischen Königshaus und der herzoglichen Familie im Schloss Glücksburg, und wurden auf Ausstellungen in Deutschland und Dänemark gezeigt. Der Scherenschnitt Michael im Kampf mit dem Drachen befindet sich im Kunstmuseum in Bern.
Bereits 1947 beantragte die Familie die Einwanderung in die USA, die schließlich 1955 genehmigt wurde durch Unterstützung eines Kirchenführers der Lutheran Church. Sie ließ sich in Marietta (Ohio) nieder, wo sie Margarethes Neffe Senta Bernhard, Dozent am Marietta College, zunächst unterstützte. Margarethe arbeitete in der Öffentlichen Bibliothek und fuhr fort, Scherenschnitte anzufertigen und zu verkaufen. Ihr Mann Ferdinand arbeitete als Tischler und fertigte Bilderrahmen für seine Frau. 1970 übersiedelten sie nach Torresdale bei Philadelphia, um für die Lutheran Church auf deren Glen Foerd Estate zu arbeiten, Margarethe als Fremdenführerin und Ferdinand als Gärtner. 1978 setzten sie sich in einem Altersheim in Basking Ridge, Somerset County (New Jersey), zur Ruhe, wo ihr Sohn Lars lebte. Margrethe fertigte weiter Scherenschnitte an, Ferdinand schnitzte, und treue Kunden kauften ihre Kunstwerke. 1990 wurde sie zum Ehrenmitglied der Guild of American Papercutters ernannt. Nach dem Tode ihres Mannes am 19. August 1992 lebte sie auf Einladung ihrer Freundin Lieselotte in Ottawa. Sie erblindete allmählich und kam 1997 in ein Pflegeheim nahe Bethlehem (Pennsylvania).